# Municipio de Grant (condado de Custer)
El municipio de Grant (en inglés: Grant Township) es un municipio ubicado en el condado de Custer en el estado estadounidense de Nebraska. En el año 2010 tenía una población de 61 habitantes y una densidad poblacional de 0,3 personas por km².

## Geografía
El municipio de Grant se encuentra ubicado en las coordenadas 41°6′42″N 99°58′48″O / 41.11167, -99.98000. Según la Oficina del Censo de los Estados Unidos, el municipio tiene una superficie total de 206.67 km², de la cual 206,67 km² corresponden a tierra firme y (0 %) 0 km² es agua.

## Demografía
Según el censo de 2010, había 61 personas residiendo en el municipio de Grant. La densidad de población era de 0,3 hab./km². De los 61 habitantes, el municipio de Grant estaba compuesto por el 98,36 % blancos y el 1,64 % eran de una mezcla de razas. Del total de la población el 1,64 % eran hispanos o latinos de cualquier raza.